# Joseph Witterwulghe

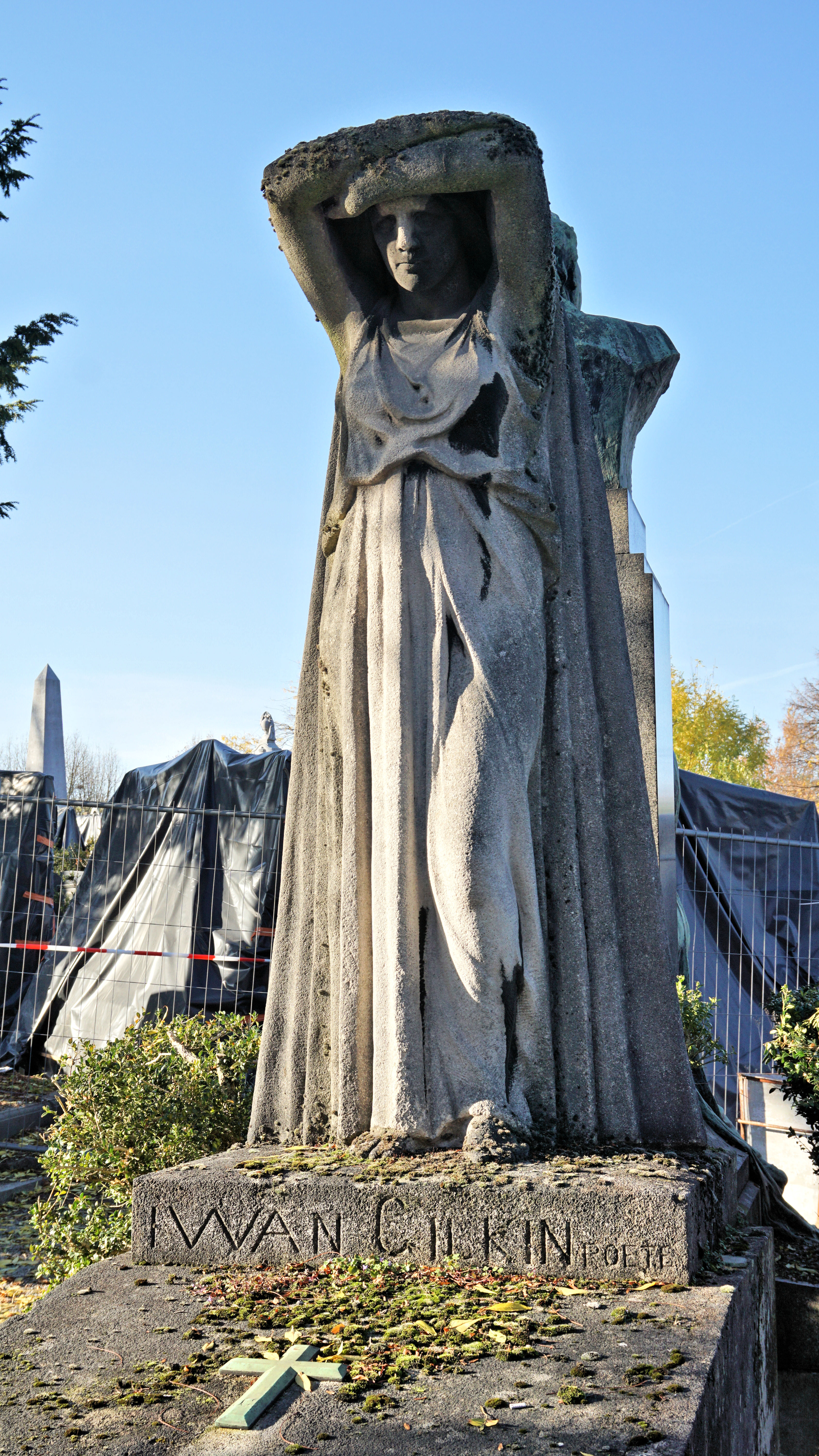
Grafmonument voor Iwan Gilkin (1958-1924) op de begraafplaats van Laken

Joseph Jean Marie Josse Wttrwulghe (Brussel, 1 november 1883 – Ukkel, 10 november 1967) was een Belgisch kunstschilder, beeldhouwer en medailleur. Hij noemde zich Joseph Witterwulghe en signeerde zijn werk als J. Witterwulghe of Witterwulghe.

## Leven en werk
Witterwulghe  was een zoon van meubelmaker Jean Joseph Wttrwulghe en Marie Anne Waeterinck. Hij werd opgeleid aan de Koninklijke Academie voor Schone Kunsten van Brussel, als leerling van Julien Dillens, Charles Van der Stappen en Thomas Vinçotte.  Hij was 28 jaar leraar aan het Instituut voor Kunsten en Ambachten in Brussel.
Witterwulghe schilderde incidenteel landschappen, als beeldhouwer maakte hij bustes, grafmonumenten, portretten en standbeelden, met een voorkeur voor figuren en taferelen uit het dagelijks leven. Hij liet zich in zijn latere stijl inspireren door Antoine Bourdelle, Eugène Carrière en Auguste Rodin. Hij exposeerde onder meer op de driejaarlijkse tentoonstellingen in Antwerpen (1904, 1911, 1923, 1930) en had in 1924 een solotentoonstelling in Brussel. In 1949 exposeerden Joseph en Georges Witterwulghe in Vorst.
De beeldhouwer overleed kort na zijn 84e verjaardag

## Enkele werken
- 1925 grafmonument voor Iwan Gilkin (1958-1924) op de begraafplaats van Laken.
- 1929 bronzen portretmedaillon voor het graf van Irma Hongne (1910-1929) op de begraafplaats van Evere.
- ca. 1930? acht bronzen reliëfs voor de Pont des Arches in Luik.
- 1930 monument voor schrijver Georges Eekhoud (1854-1927), in het Josaphatpark in Schaarbeek.
- 1930 buste van Pierre Carsoel (1857-1928) in het Montjoiepark in Ukkel. De tien meter lange architecturale omlijsting werd ontworpen door architect Gaston Deru.
- 1938 reliëfs en dierfiguren voor het gemeentehuis van Vorst. Ook Jean Canneel, Fernand Debonnaires, Marnix D'Haveloose, Lucien Hoffman, Jacques Marin, Victor Rousseau, Paul Stoffyn, Georges Vandevoorde, Antoine Vriens en Maurice Wolf verzorgden beeldhouwwerk voor het gemeentehuis.[6]
- ca. 1945 monument voor verzetsstrijder René Gobert (1894-1943), De Frélaan, Ukkel.
- ca. 1945 monument voor oud-minister Jules Hiernaux (1881-1944), in de Université du Travail Paul Pastur in Charleroi.
- 1951 Vliegermonument, Jaak Van Buggenhoutlaan, Koksijde.
- beeld voor het monument voor koningin Elisabeth in Luik.[1][4]
- De Overvloed, collectie gemeente Schaarbeek.
- Van Campenhout zingt de Brabançonne, ter herinnering aan François Van Campenhout (1779-1848). Door de beeldhouwer geschonken aan het Museum van de Stad Brussel.

Medailles, penningen e.d.
- 1930 bronzen medaille ter gelegenheid van het eeuwfeest van de nationale onafhankelijkheid.
- 1934 gedenkpenning Oostende - inwijding der visschershaven, met aan keerzijde het wapen van Oostende en aan de voorzijde het portret van koning Leopold III.
- 1939 gedenkpenning ter gelegenheid van de overhandiging van het erevaandel (fanion) aan het 11e Linieregiment.
- medaille Pro Arte Provincia Brabantiae.
- medaille prijskamp voor sierduiven.
- plaquette 5oe verjaardag van de Centrale der Metaalbewerkers van België, Federatie van Brabant.
- penning Heb vertrouwen voor het Nationaal Belgisch werk tot bestrijding der tuberculose.

## Fotogalerij

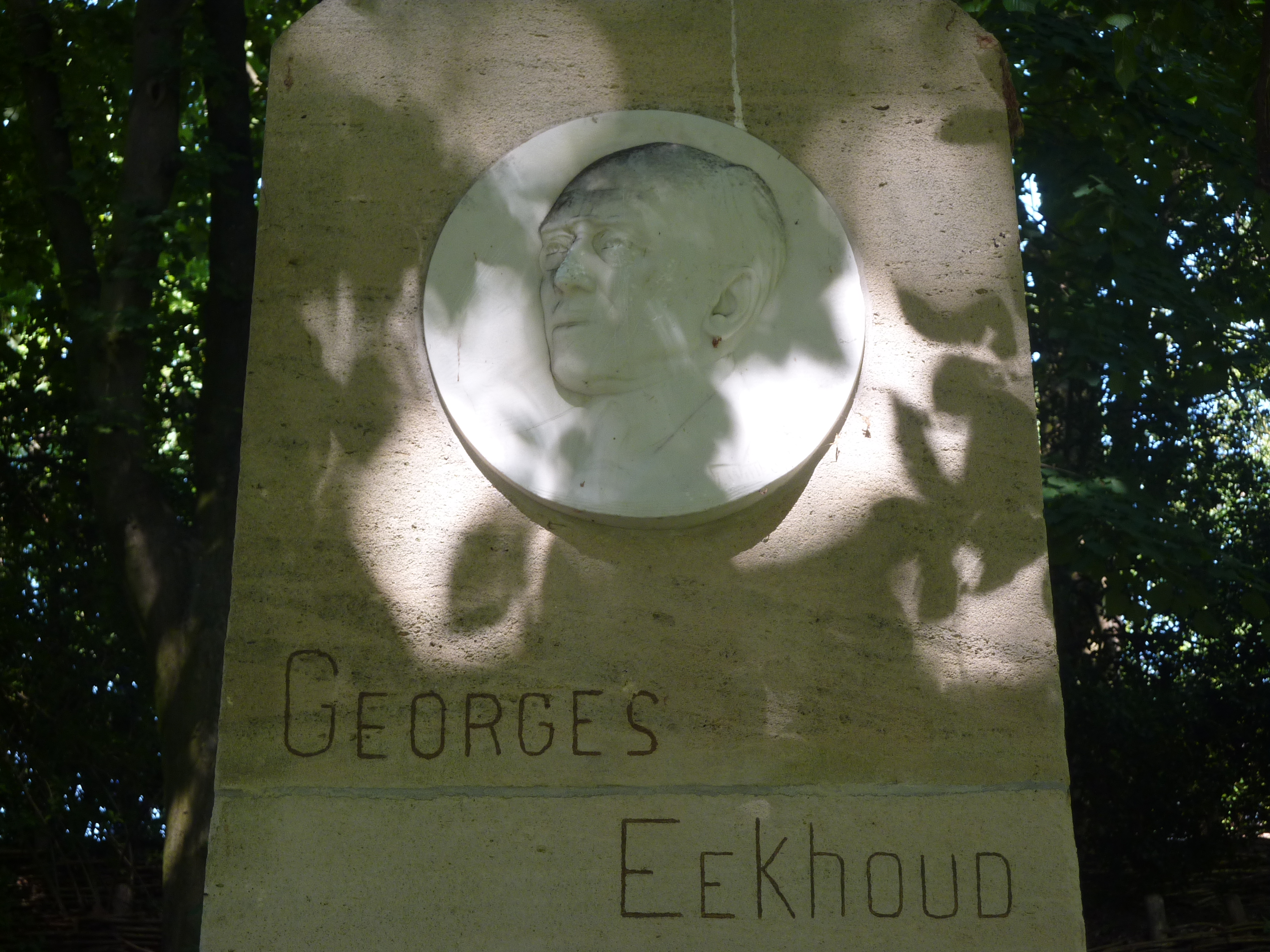
Georges Eekhoud (1930), Schaarbeek
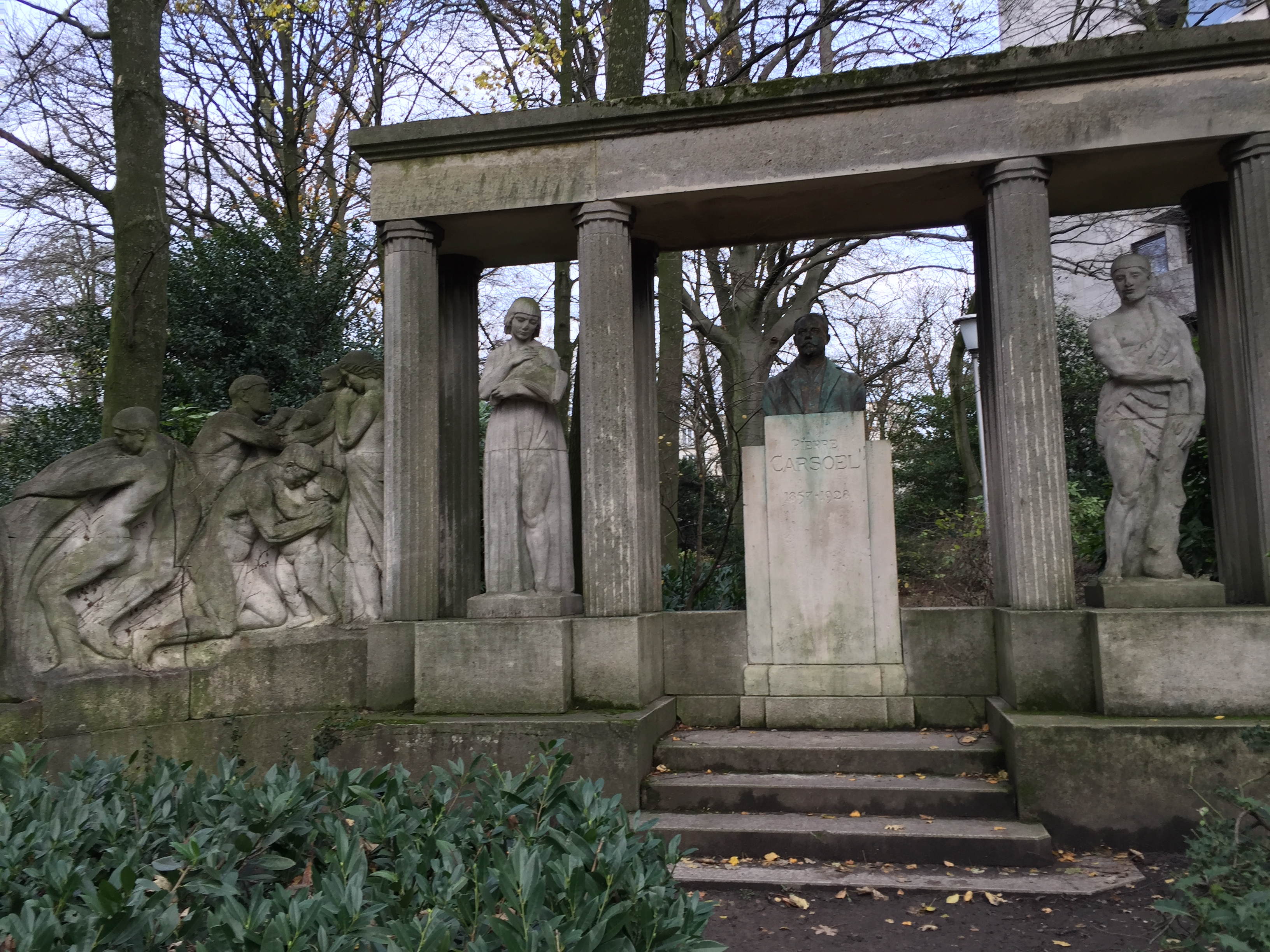
Pierre Carsoel (1936), Ukkel
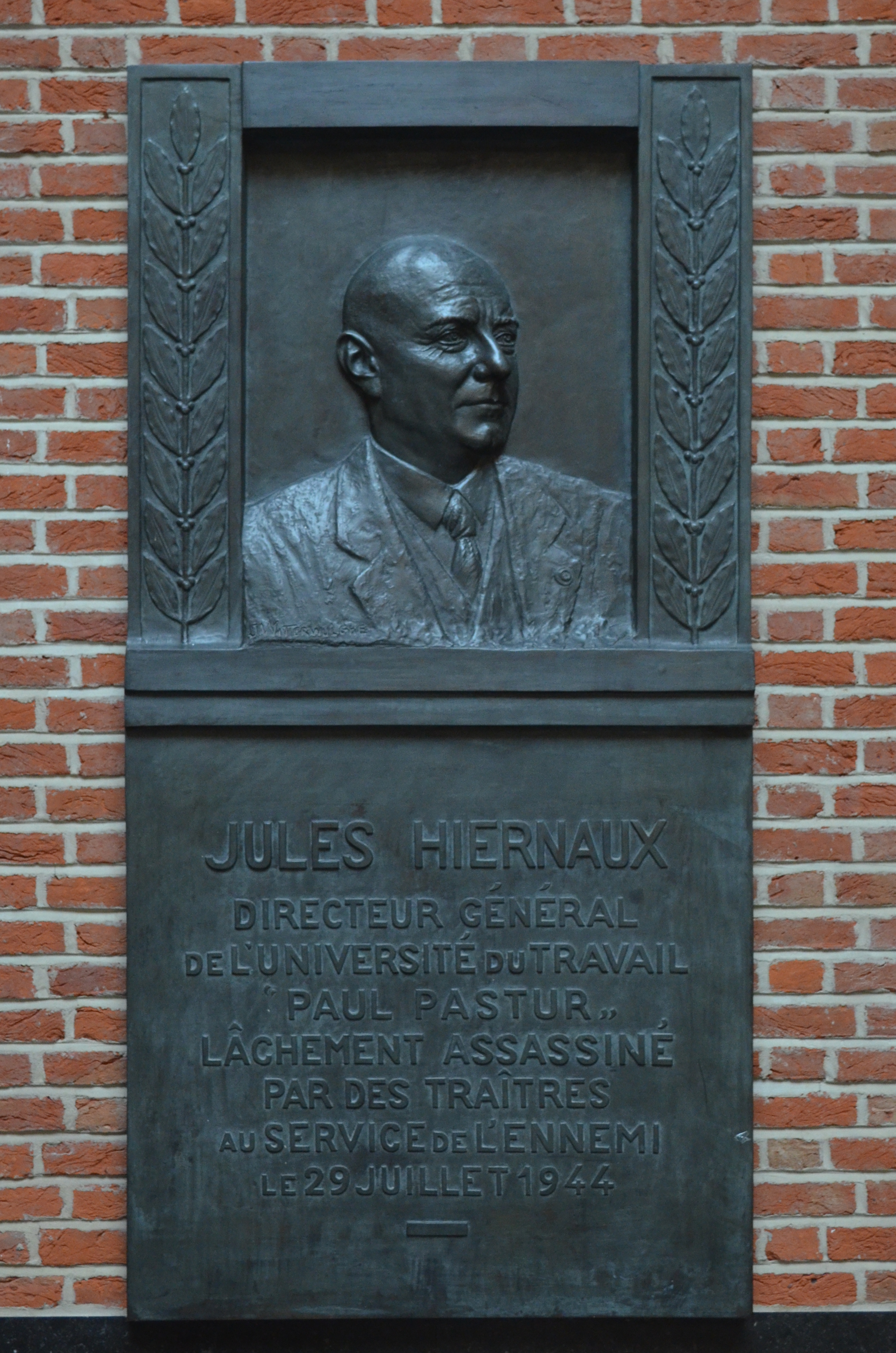
Jules Hiernaux (ca. 1945), Charleroi
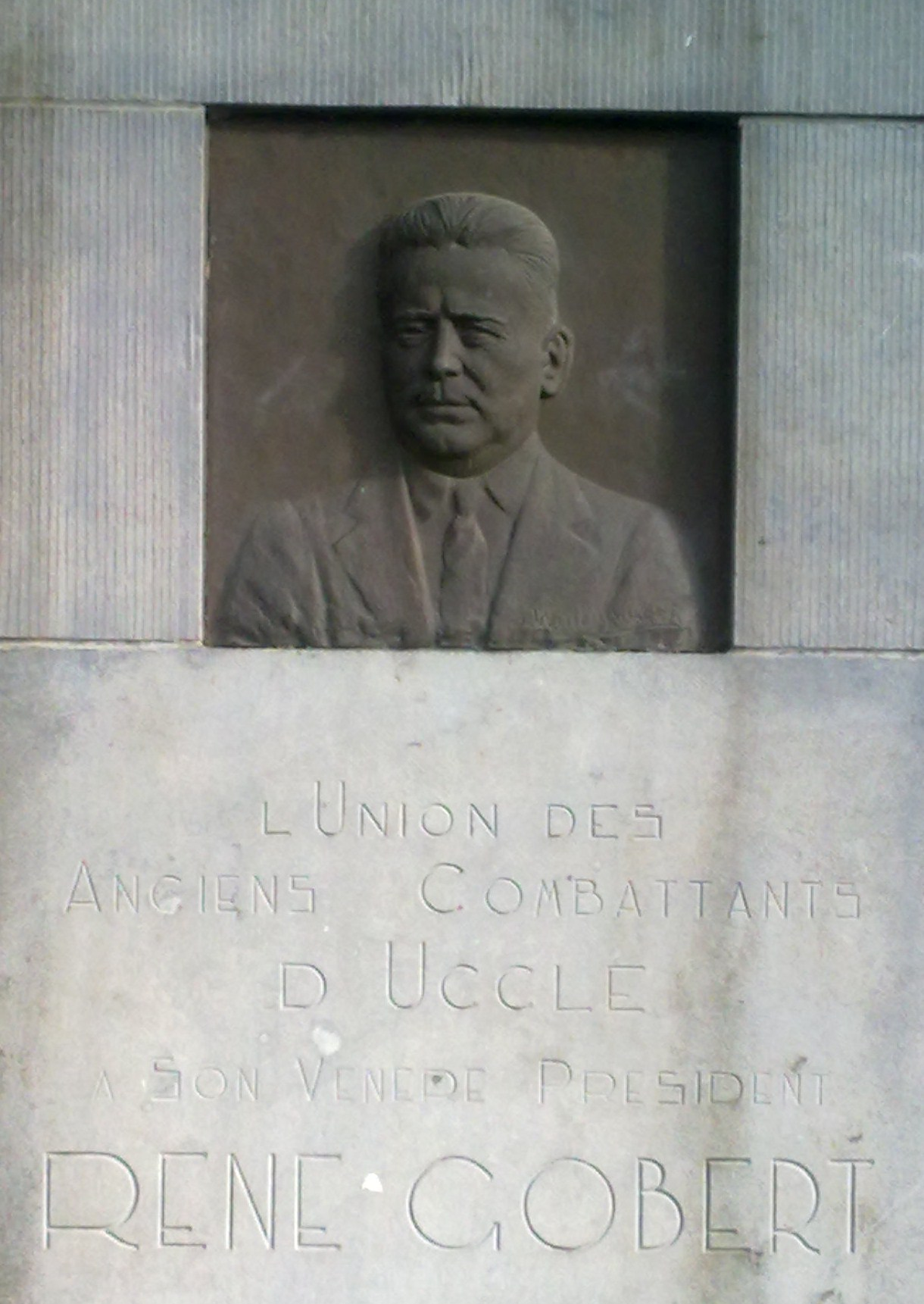
René Gobert (ca. 1945), Ukkel
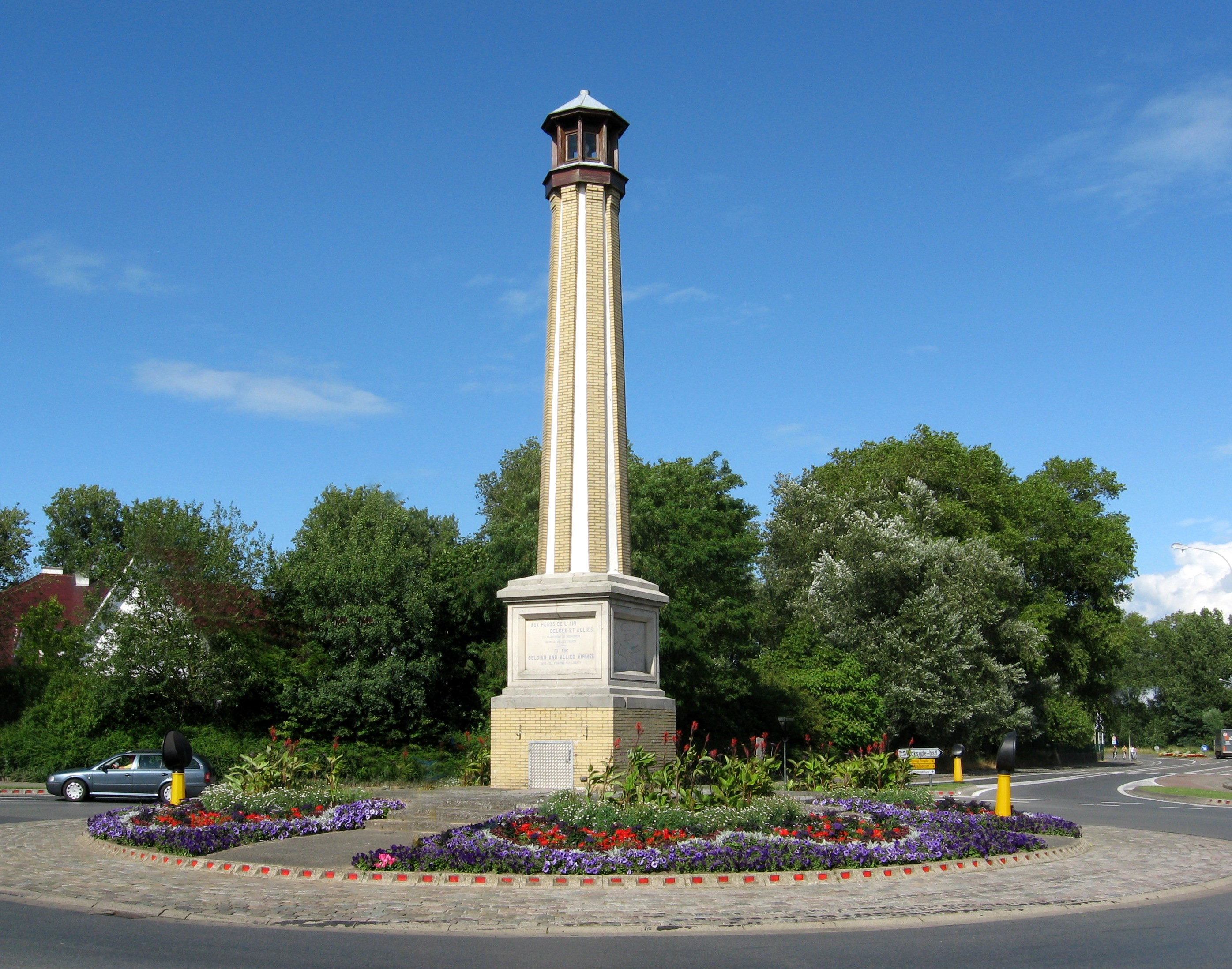
Vliegermonument (1951), Koksijde

- Gemeinsame Normdatei: 1231034238
- International Standard Name Identifier: 0000 0004 8034 2528
- RKD-Nederlands Instituut voor Kunstgeschiedenis: 85209
- Système universitaire de documentation: 252704487
- Union List of Artist Names: 500196564
- Virtual International Authority File: 4110153596638151900000
- WorldCat: E39PBJxGTP8BhJ7mGmHWKCtFrq